# Rue des Gravilliers
Rue des Gravilliers je ulice v Paříži v historické čtvrti Marais. Nachází se ve 3. obvodu.

## Poloha
Ulice vede od křižovatky s Rue du Temple a Rue Pastourelle a končí na křižovatce ulic Rue Saint-Martin a Rue de Turbigo.

## Historie
Ulice je poprvé zmiňována v roce 1250 ještě mimo hranice města pod názvem Rue de Gravelier. Tehdy byla součástí předměstí Saint-Martin-des-Champs.
Ulice odvozuje svůj název od dělníků, kteří připravovali popel pro přípravu barvení látek. Nazývali se graveliers. Je též možné, že se nazývá podle řezníka Jeana Graveliera, nebo Gilberta Le Gravelier, kteří zde bydleli v době Ludvíka IX.
Dekretem z 18. února 1851 byla Rue Jean-Robert (mezi ulicemi Rue Beaubourg a Rue Saint-Martin) připojena k Rue des Gravilliers.

## Zajímavé objekty
- dům č. 14: bývalý kabaret ze 17. století
- v domě č. 19 je vstup do passage des Gravilliers
- dům č. 30 má dřevěný překlad
- v domě č. 34 je vstup do passage Barrois
- dům č. 69 má ve dvoře pozůstatky paláce Grand hôtel d'Estrées, který nechal postavit kolem roku 1550 hrabě Jean d'Estrées (1476–1571)
- dům č. 70: palác Petit hôtel d'Estrées, který je starší než Grand hôtel d'Estrées
- v domě č. 88 byli zatčeni komplicové Georgese Cadoudala